# Кастильо, Дьего-Энрикес дель
Дьего-Энрикес дель Кастильо (исп. Diego Enríquez del Castillo) — капеллан Энрике IV Кастильского, хроникёр и поэт.
В его хронике излагаются события царствования Энрике IV (1454—1474) простым и почти сухим языком. Хроникёр всюду стоит за Энрике IV, хотя и не налагает особенно мрачных красок на его противников. Произведение это напечатано в сборнике испанских хроник, издаваемом Королевской исторической академией (1787), и затем в 10-м томе мадридской «Biblioteca de autores españioles» и в сборнике «Cronistas de los Reges de Castilla». Кроме того, от дель Кастильо осталось аллегорическое стихотворение «Видение будущей смерти Альфонса V Арагонского».